# 青年ガボン
青年ガボン（せいねんガボン、フランス語: Jeunesse Gabonais、英語: Youth Gabonese）は、ガボンの政党。フランス植民地（フランス領赤道アフリカ、ガボン植民地）時代の1922年に結成された。ガボン史上最初の政党とされる。宗主国であるフランスへの抵抗を超えた広範な反植民地主義を主張した。また、党の目標を教育の機会均等、改善や政治、行政分野におけるガボン人の関与の増大に置いていた。